# Nina Petri
Nina Petri (Hamburg,  16. lipnja 1963.), njemačka filmska, televizijska i kazališna glumica.

## Životopis
Rođena je 1963. u Hamburgu kao najstarije od četvero djece u obitelji oca inženjera i majke sociologinje. U rodnom Hamburgu završila je Gimnaziju Helene Lange, nakon čega je studirala dramske umjetnosti pri Glumačkoj školi u Bochumu.
Prvu televizijsku ulogu dobiva 1989. u drugoj epizodi miniserije Rote Erde, nakon čega ostvarje niz televizijskih uloga. Od filmskih uloga značajem se ističe sporedna uloga u poznatom filmu Trči Lola trči. Povremeno nastupa u kazališnim predstavama, najčešće na festivalima, kao dio ansambla nekoliko hamburških kazališta.
Snimila je dvadesetak zvučnik knjiga, uglavnom knjiga za djecu.
Simpatizerka je SPD-a, u kojem je aktivna na područnoj razini. Živi i radi u Hamburgu.

## Filmografija
(izabana filmografija)
- Trči Lola trči kao Jutta Hansen
- Ubojita osveta
- Bibi Bocksberg
- Emmina sreća
- Život nije za slabiće
- Minuta tišine

## Nagrade
- Bavarska filmska nagrada (1994.)
- Njemačka filmska nagrada u kategoriji najbolje sporedne glumicu za ulogu u filmu Trči Lola trči (1999.)

## Vanjske poveznice
- Službene stranice - ninapetri.de (njem.)
- Bibliografija u katalogu Njemačke nacionalne knjižnice (njem.)